# 白孔雀殼菜蛤
，是贻贝目壳菜蛤科孔雀蛤属的一种。主要分布于马来西亚、韩国、中国大陆、台湾，常栖息在潮间带。